# 古里尼亚唐
古里尼亚唐是巴西米纳斯吉拉斯州的一个市镇。总面积1844.347平方公里，总人口6194人，人口密度3.4人/平方公里。